# 莱韦拉诺
莱韦拉诺（義大利語：Leverano），是意大利莱切省的一个市镇。总面积48平方公里，人口14173人，人口密度295.3人/平方公里（2009年）。ISTAT代码为075037。